# グリエルモ・ペペ
グリエルモ・ペペ(イタリア語: Guglielmo Pepe、1783年2月13日 - 1855年8月8日)は、イタリアのイタリア統一運動時代の軍人、愛国者である。イタリア統一運動の初期にあたるナポリ革命で活躍した。

## 生涯
グリエルモ・ペペは1783年2月13日、当時ナポリ王国の領土であったカラブリアのスクイッラーチェの貴族の家に生まれた。グリエルモは22人もの兄弟の末っ子で、フロレスターノ・ペペに代表される兄たちはみな軍人であった。そのため7歳のときには幼年軍人学校に入学し、1799年からはヌンツィアテッラ軍人学校で本格的に軍事についてを学んだ。その後、フランスに渡るとフランス軍に入隊し、ナポレオン・ボナパルトやジョアシャン・ミュラのもとで軍務に服した。1813年にはナポリ王国に戻り、陸軍元帥となって軍隊の再編成を支援した。1815年の百日天下の際にはにはジョアッキーノ1世としてナポリ王位を維持しようとするジョアシャン・ミュラに付き、オーストリア帝国軍と戦った（トレンティーノの戦い）。また陸軍元帥であった間、ペペは憲法の制定や外国依存からの脱却を政府に対し求めていた。
1816年、ウィーン体制の成立に伴いシチリア王国とナポリ王国が合併し両シチリア王国となると、ペペは一時的に軍隊を引退した。しかしわずか一年後には両シチリア王国軍の将校として軍務に復帰し、山賊への対応に当たっていた。それと並行して大都市フォッジャに赴いた際にはカルボナリと接触し、メンバーにこそならなかったものの憲法制定の必要性やフェルディナンド1世の専制政治への批判など、意見を共にしその関係性を維持した。
1820年7月1日にはノーラでカルボナリの党員ルイージ・ミニキーニ司祭が両シチリア王国軍騎兵連隊を率いて蜂起を決意し、それを宣言する。共鳴したペペは躊躇った後自らの師団を率いてそれに参加し、ともに一団を主導してサレルノに移動。軍事力を以て首都ナポリを脅かし、それによりフェルディナンド1世にナポリ憲法の制定を無血で約束させた。これをナポリ革命と呼び、蜂起に軍事的実力を付与したペペはその功労者であった。
しかし1821年、ライバッハ会議と呼ばれる会合のためリュブリャナに集まっていた神聖同盟諸国の代表に対し、フェルディナンド1世は革命政府を裏切って革命勢力を倒すため自身への助力を訴えた。封建主義的なオーストリア帝国がそれに名乗りを上げ、5万人に及ぶ兵士をナポリに派遣、それに対し革命政府は徹底抗戦の姿勢を見せた。1821年3月7日から10日にかけては、教皇領リエーティと隣接するアントロドーコでグリエルモ・ペペおよび戦争大臣ミケーレ・カラスコサ率いる革命勢力側と、ヨハン・マリア・フィリップ・フリモントフリモント率いるオーストリア帝国軍が衝突する「リエーティ・アントロドーコの戦い」が起きた。これはイタリア統一運動における初めての大規模な武力衝突であり、大国に対しペペ率いる軍勢は歯が立たずに敗走する。その後はナポリに戻るも防備を立て直せず、ヨハン・マリア・フィリップ・フリモントフリモントは3月24日にナポリ入城を果たし、これにて革命政府は倒れた。
ナポリ革命の失敗の後、ペペはマドリード、リスボン、ロンドン、アムステルダム、パリなどを転々とするが、その一方でヴィンチェンツォ・ジョベルティ、フィリッポ・ブオナローティ、ジュゼッペ・フェッラーリなどと交流を持ちイタリア統一を志すようになる。フェルディナンド2世により恩赦が出されると1848年に帰国。1849年にはダニエーレ・マニンに依頼されサン・マルコ共和国防衛の指揮官の一人を務めた。しかしオーストリア帝国軍に敗北しサン・マルコ共和国が崩壊した後はパリに逃れ、晩年はトリノで過ごした。

## ギャラリー

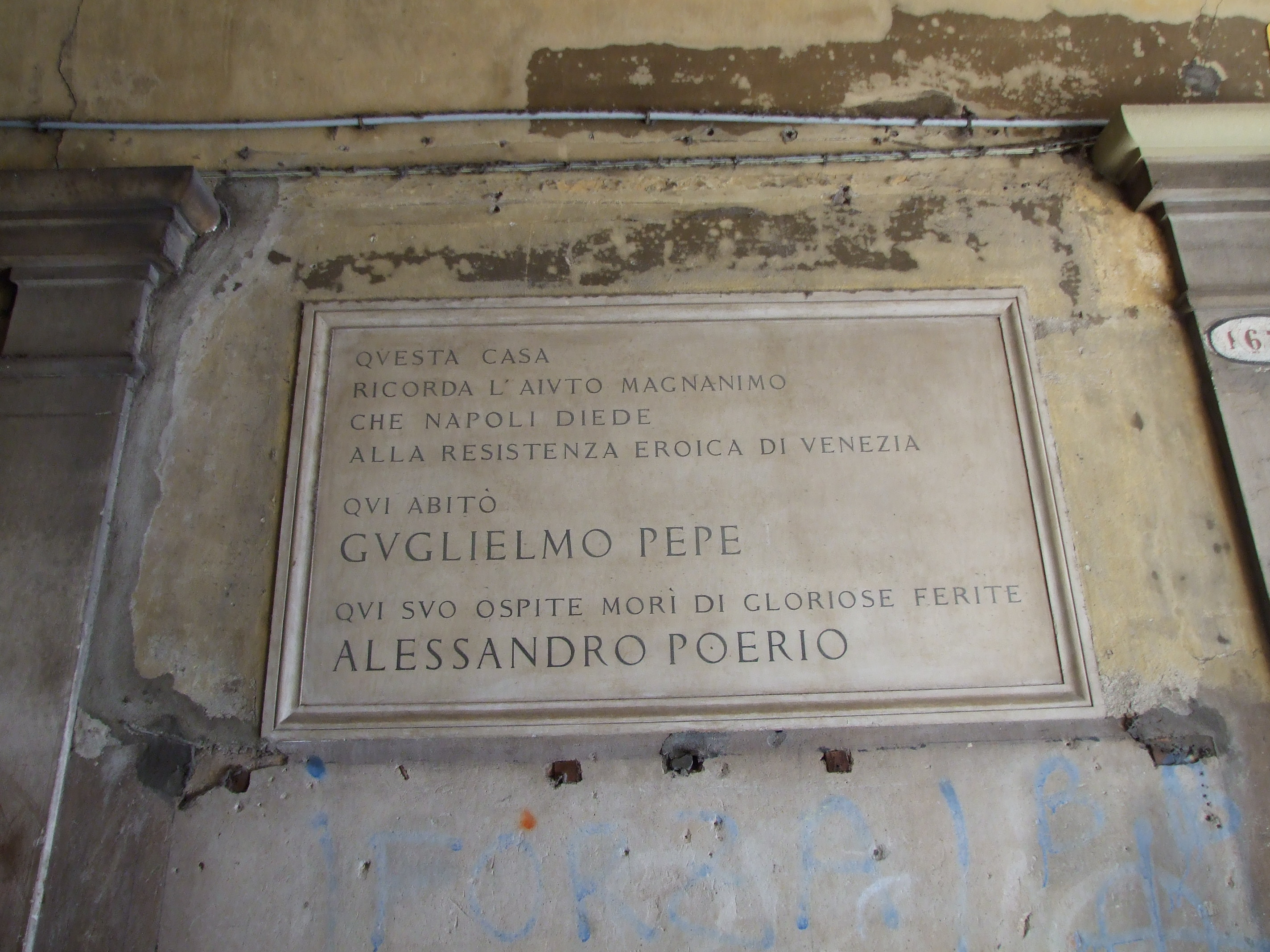
ヴェネツィア、かつてペペが住んでいた場所に設置された銘板
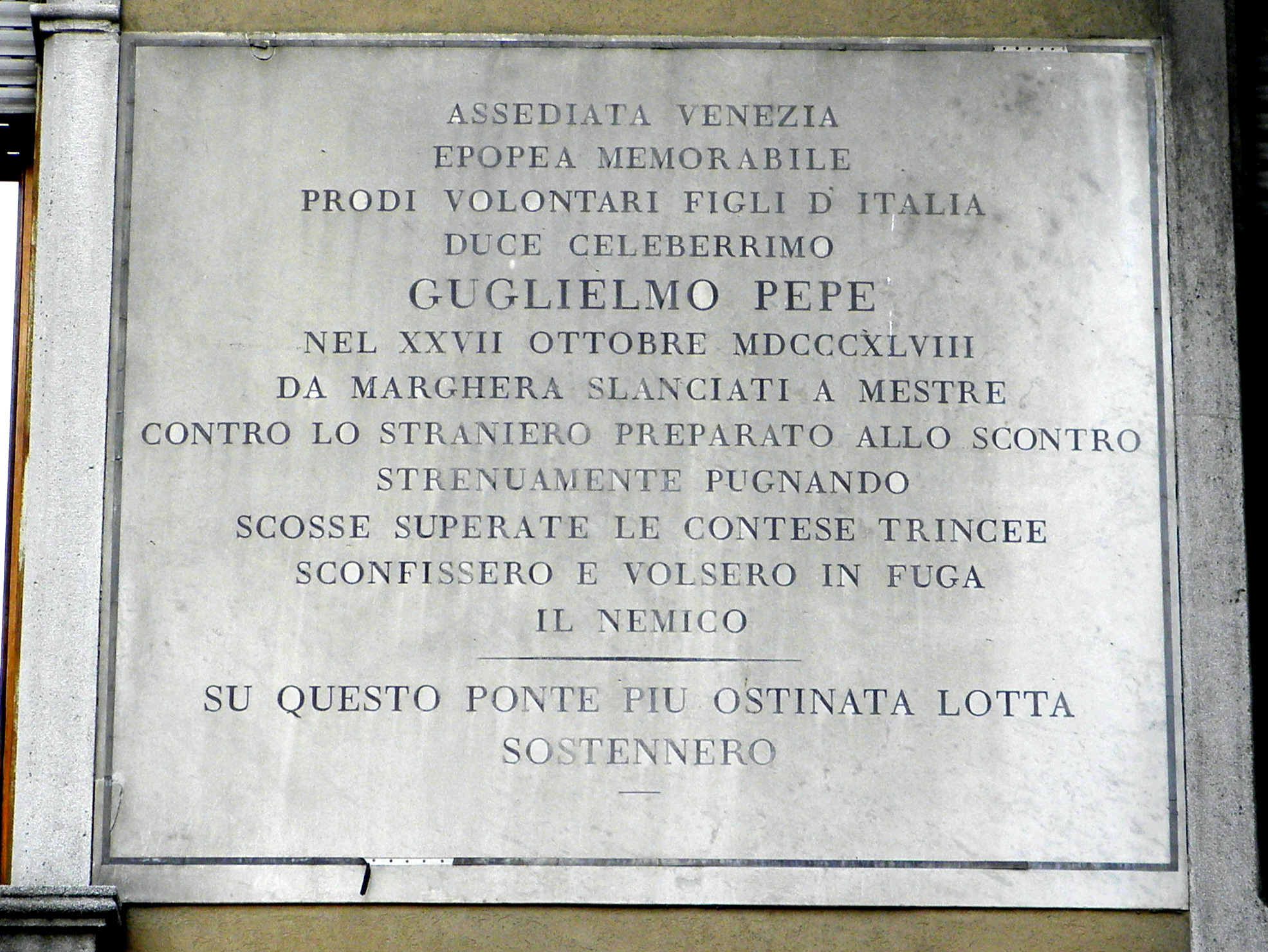
ペペがサン・マルコ共和国を防衛した功績をたたえ設置された銘板
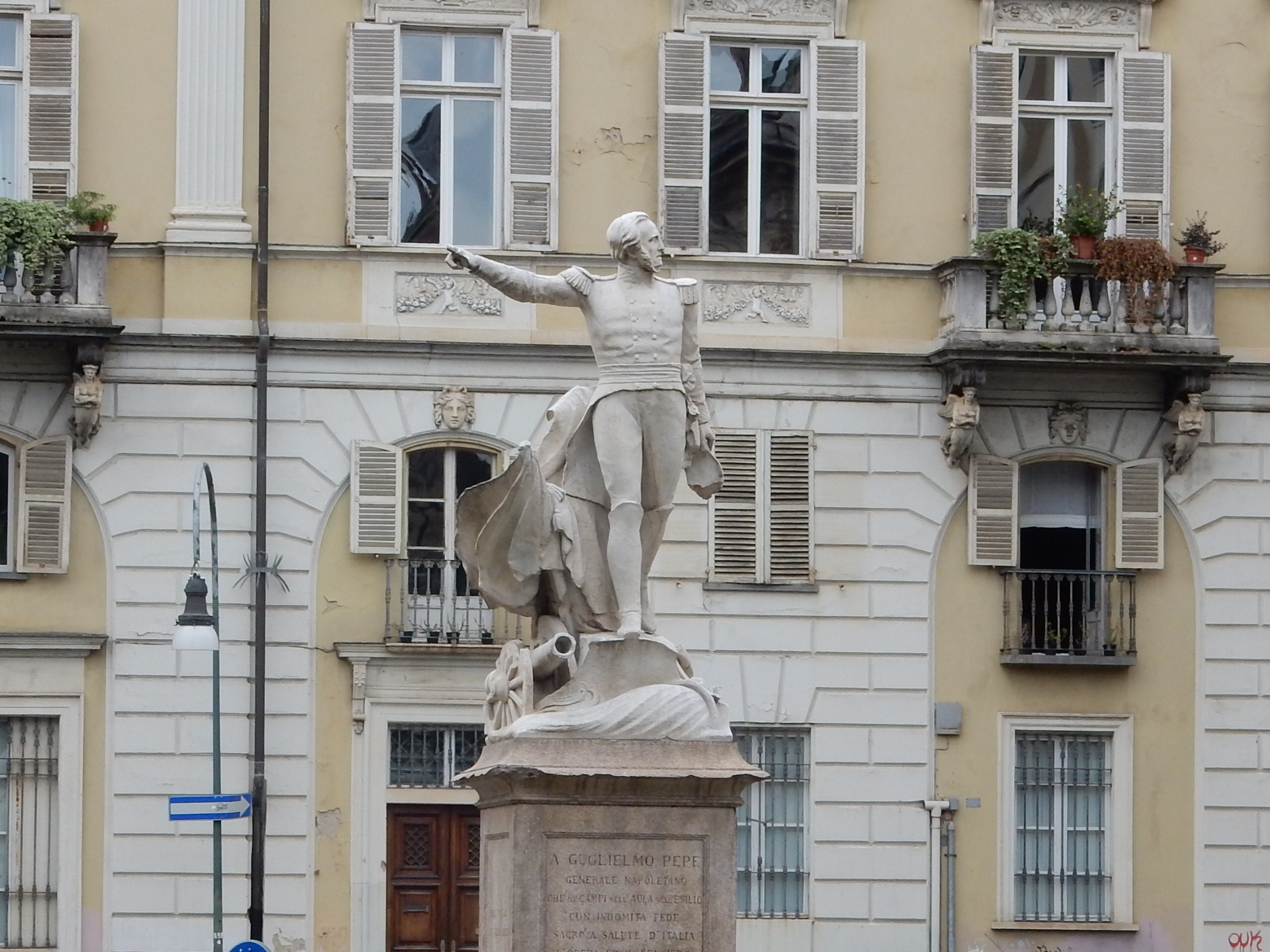
グリエルモ・ペペの像（トリノ）
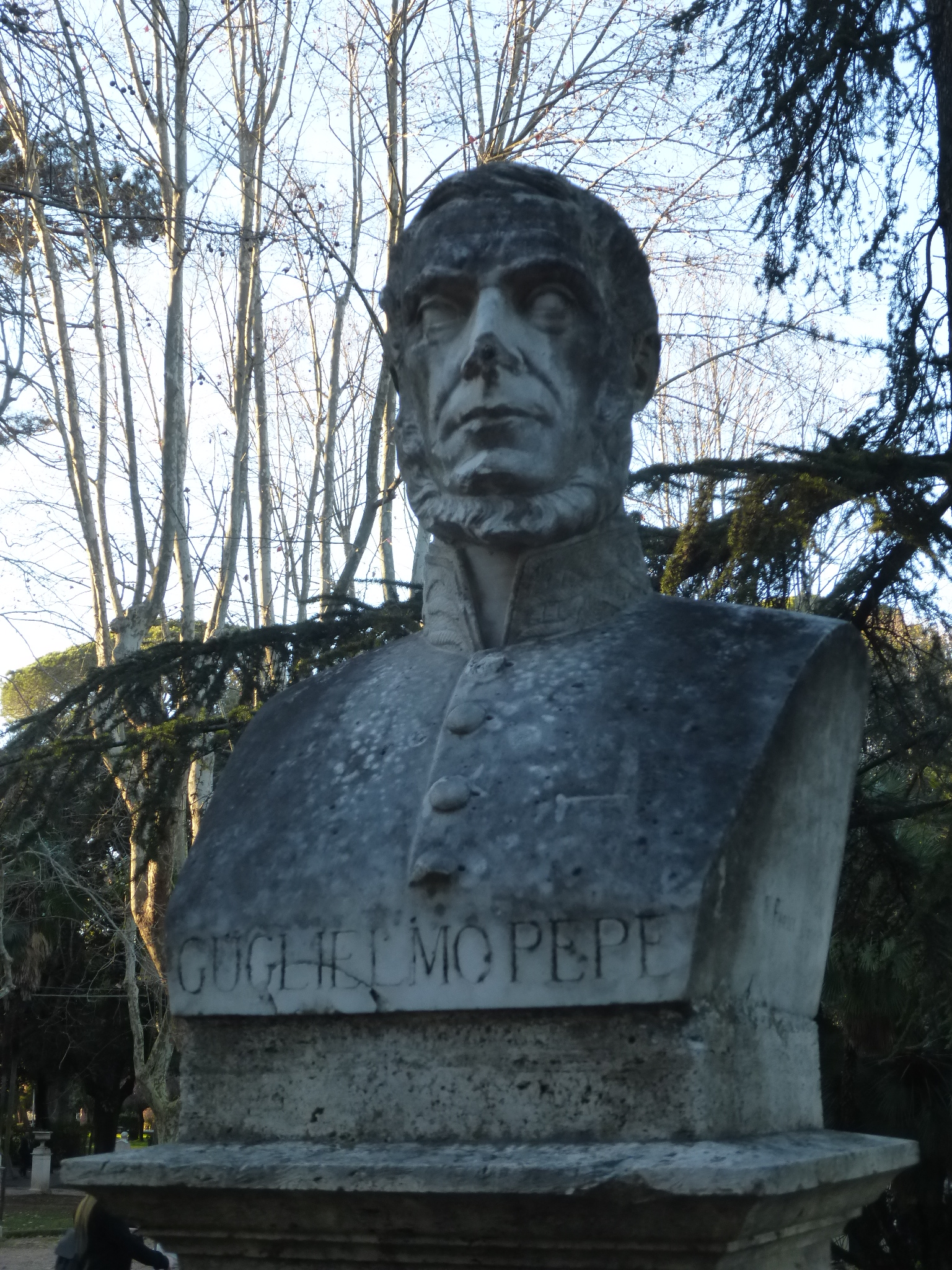
グリエルモ・ペペの胸像（ローマ）
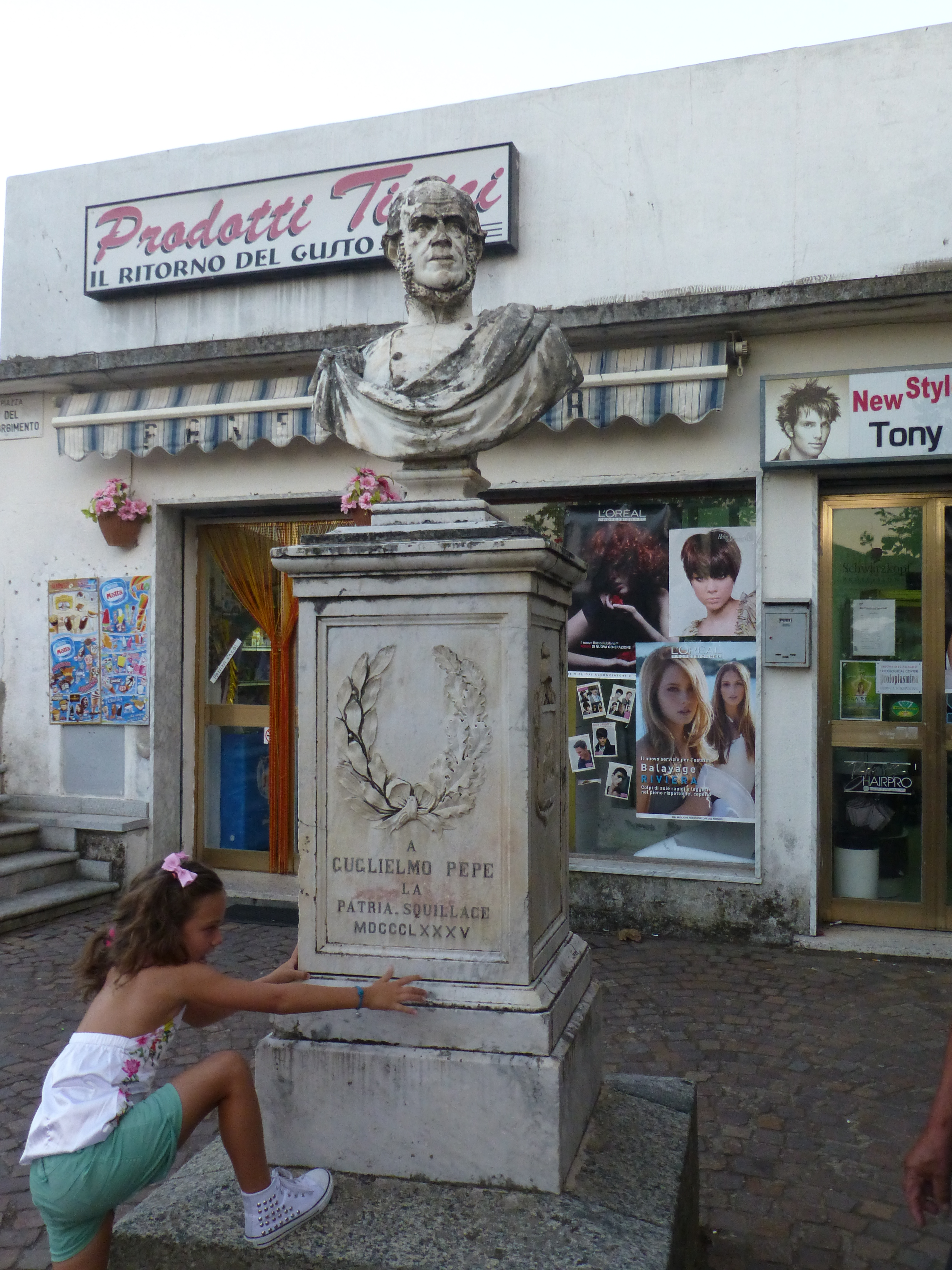
グリエルモ・ペペの胸像（スクイッラーチェ）